# Eric Orie
Eric Alexander Orie (Utrecht, 25 gennaio 1968) è un allenatore di calcio ed ex calciatore olandese, di ruolo centrocampista, tecnico del Dornbirn.

## Carriera

### Giocatore
Ha giocato nella massima serie dei campionati olandese e austriaco. L'ultima stagione agonistica, nel 2001-2002, è stato allenatore/giocatore del Lustenau.

### Allenatore
Ha guidato il Vaduz nelle coppe internazionali per club delle stagioni 2010-2011 e 2011-2012.

## Palmarès

### Giocatore

#### Competizioni nazionali
- Coppa d'Austria: 1

Austria Vienna: 1993-1994

### Allenatore

#### Competizioni nazionali
- Coppa del Liechtenstein: 3

Vaduz: 2009-2010, 2010-2011, 2012-2013